# 森脇祥太
森脇 祥太（もりわき しょうた、1969年 - ）は、日本の経済学者。専門は開発経済学。大阪市立大学教授。学位は、博士（経済学）（京都大学）。

## 経歴
愛媛県松山市生まれ。愛光高等学校、早稲田大学商学部卒業。早稲田大学大学院商学研究科修了。拓殖大学国際学部准教授を経て、2011年4月より大阪市立大学経済学部准教授、2015年同教授。指導教授は、早稲田大学教授の大塚勝夫。

## 主著
- 『からだで覚える経済学』日本評論社、2013年。
- 『きっちり学ぶ経済学入門』日本評論社、2011年。
- 『経済発展の計量分析』成文堂、2009年。
- 『例題で学ぶ初歩からの経済学』（共著：白砂堤津耶）日本評論社、2002年。